# Nurlat
Nurlat (ryska Нурла́т, tatariska Норлат) är en stad i Tatarstan i Ryssland. Folkmängden uppgick år 2015 till cirka 33 000 invånare.